# 黄道

從軌道上的地球看，太陽似乎相對於恆星移動，黃道是太陽在天球上每年遵循的路徑。這一過程持續在略超過365天的迴圈中重複。

黃道或黃道面是地球繞太陽的軌道平面。 從地球上的觀察者角度來看，太陽在一年中圍繞天球的運動沿著黃道在背景的恆星上描繪出一條路徑。 黃道是一個重要的參考平面，是黃道坐標系的基礎。

## 太陽的視運動
黃道是太陽在年過程中的視路徑。
因為地球繞太陽一周需要一年的時間，所以太陽的視位置需要一年才能繞黃道一周。一年中有365天多一點，太陽每天向東移動的角度略小於1°。太陽相對於恆星位置的這種微小差異導致地球表面上的任何特定位置每天比地球不繞軌道運行時晚大約四分鐘趕上太陽（並直接位於太陽的北部或南部）；因此，地球上的一天是24小時，而不是大約23小時56分鐘恆星日。同樣的，這是一種簡化，基於一個以均速繞太陽運行的假設地球。地球繞太陽運行的實際速度在一年中略有變化，因此太陽沿著黃道移動的速度似乎也有所不同。例如，太陽每年大約有185天位於天球赤道以北，180天位於天赤道以南。 軌道速度的變化是均時差的一部分。
由於地球圍繞地球-月球質心的運動，太陽的視路徑略有擺動，週期約為一個月。由於太陽系的其它行星的進一步攝動，地月重心以複雜的方式圍繞平均位置略微擺動。

## 與天球赤道的關係

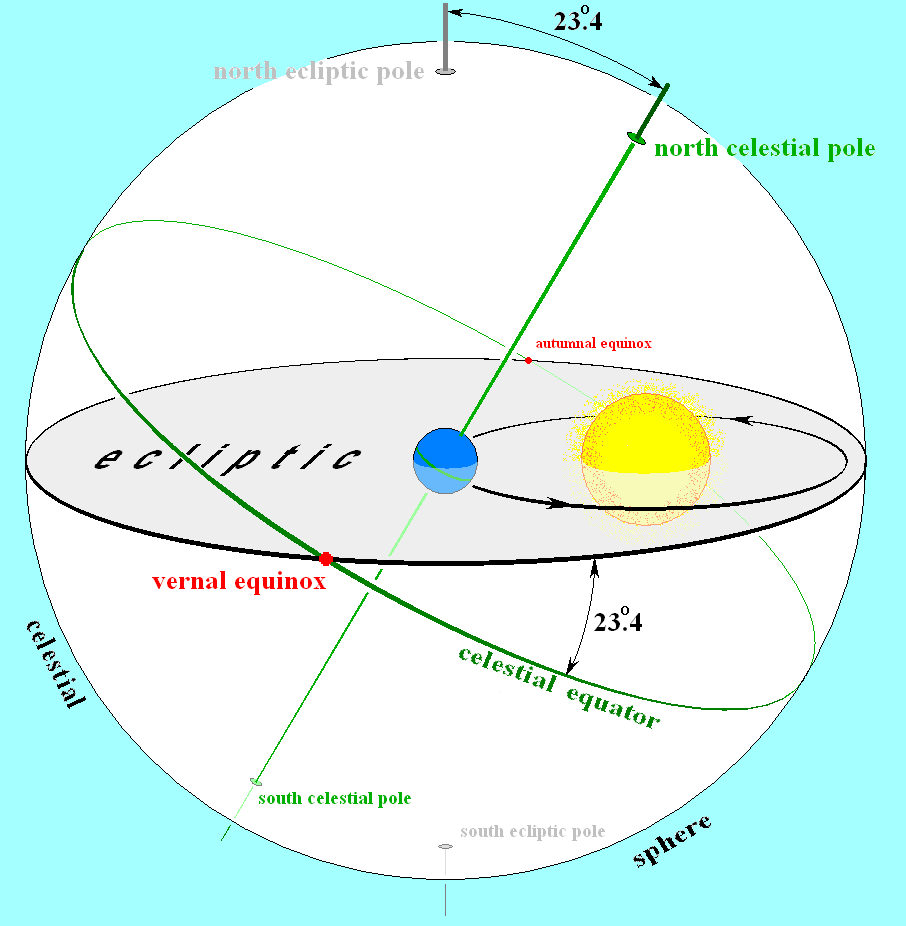
地球的軌道在所有方向上投影的平面形成了被稱為黃道的參考平面。在這裡，它被顯示為向外（灰色）投影到天球，以及地球的赤道和極軸（綠色）。黃道平面沿著一個大圓（黑色）與天球相交，太陽似乎在這個圓上移動，而地球繞著它運行。黃道和赤道在天球上的交點是分點（紅色），太陽似乎在那裡穿過天球赤道。

由於地球自轉軸與其軌道平面不垂直，因此地球的赤道平面與黃道平面不共面，而是傾斜約23.4°，即所謂的黃道傾斜度。如果赤道向外投影到天球，形成天球赤道，它會在兩個被稱為分點的點穿過黃道。太陽在沿著黃道的視運動中，在這些點穿過天球赤道，一個從南到北，另一個從北到南。從南到北的交點被稱為三月交點，也被稱為「白羊宮的第一點」和天球赤道上黃道的「升交點」。從北到南的交點是九月交點或降交點。
地球自轉軸和赤道的方向在空間中不是固定的，而是圍繞黃道極點旋轉，週期約為26,000年，這一過程被稱為「日月歲差」，因為它主要是由於月球和太陽對地球赤道凸起的引力作用。同樣的，黃道本身也不是固定的。太陽系其它天體的引力擾動導致地球軌道平面的運動要小得多，因此也導致黃道的運動，稱為「行星歲差」。這兩種運動的共同作用被稱為「一般歲差」，每年將春分點的位置改變約50弧秒（約0.014°）。
再一次，這是一種簡化。月球的週期性運動和太陽的視週期性運動（實際上是地球在其軌道上的運動）會導致地球軸的短期小振幅週期性振盪，從而導致天球赤道振盪，稱為章動。
這為春分點的位置新增了一個週期性分量；具有完全更新的進動和章動的天球赤道和（三月）春分點的位置稱為「真赤道和春分點」；沒有章動的位置是「平赤道和春分點」。

## 黃道傾斜度
「黃道的傾斜度」是天文學家用來描述地球赤道相對於黃道的傾斜度，或地球自轉軸相對於垂直於黃道的傾角的術語。它大約是23.4°，由於行星擾動，現時每百年下降0.013度（47弧秒）。
傾角的角度值是通過多年來觀測地球和其它行星的運動而發現的。隨著觀測精度的提高和對動力學理解的增加，天文學家產生了新的基本星曆表，並從這些星曆表中推導出各種天文值，包括傾角。

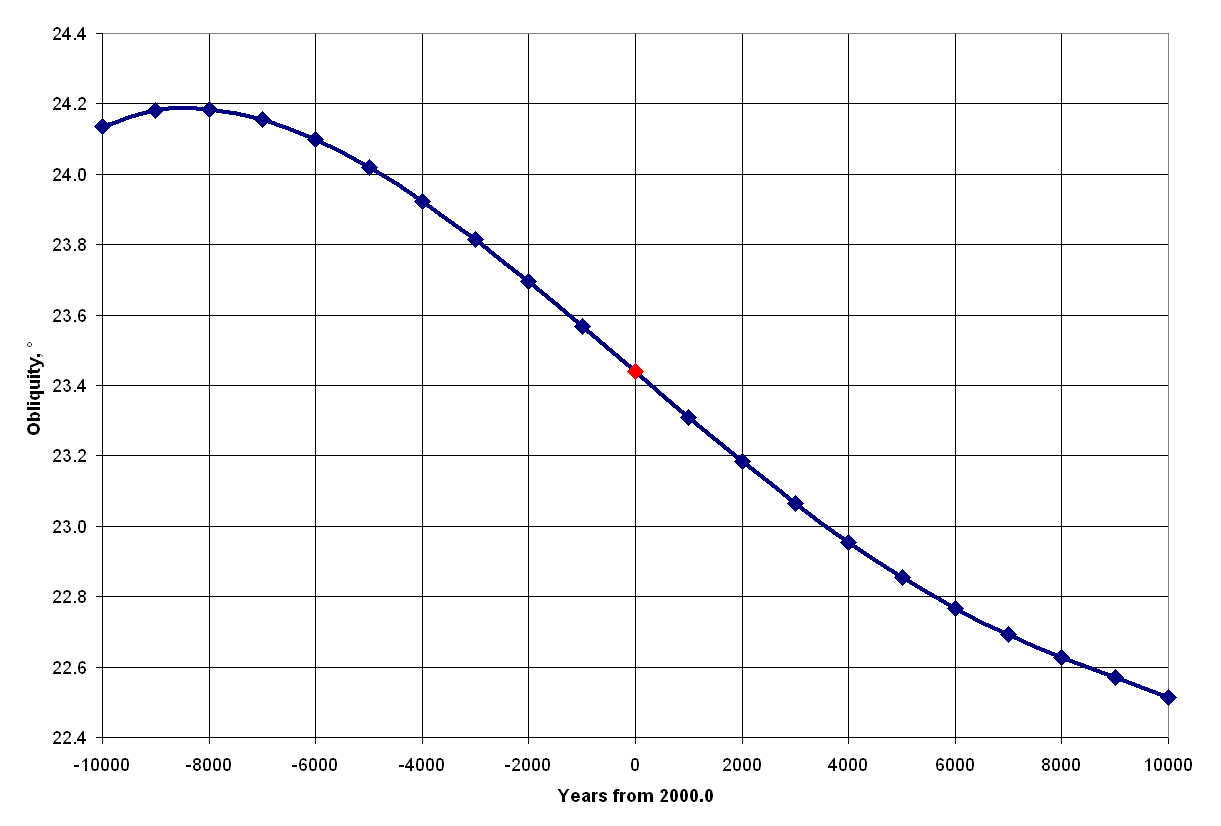
2萬年來的黃道傾角，來自Laskar（1986）。請注意，在此期間，傾角僅在24.2°至22.5°之間變化。紅點代表2000年。

直到1983年，任何日期的傾角都是根據紐康的《太陽表》計算出來的，紐康分析了直到1895年左右的行星位置：
ε = 23°27’08.26” − 46.845” T − 0.0059” T2 + 0.00181” T3
此處ε是傾角，和T是從B1900.0到所討論的日期的回歸世紀。
從1984年開始，電腦生成的星曆表噴射推進實驗室的DE系列成為《天文年鑒》的基本星曆表。基於DE200的傾角計算，該資料分析了1911年至1979年的觀測結果：
ε = 23°26’21.45” − 46.815” T − 0.0006” T2 + 0.00181” T3
其中此後T是儒略世紀，來自J2000.0。
JPL的基本星曆表一直在不斷更新。2010年的《天文年鑒》規定：”
ε = 23°26’21.406” − 46.836769” T − 0.0001831” T2 + 0.00200340” T3 − 0.576×10−6” T4 − 4.34×10−8” T5
這些傾角運算式旨在在相對較短的時間跨度內（可能是幾個世紀）實現高精度。拉斯卡爾（英語：J.Laskar）計算了一個運算式，在10000年內將T10良好排序為0.04″/1000年。
所有這些運算式都是針對「平均」傾角的，也就是說，不包括赤道的章動。「真實」或暫態傾角包括章動。

## 太陽系平面
| | | |
| 黃道平面的俯視圖和側視圖，顯示了行星水星、金星、地球和火星。大多數行星繞太陽運行的軌道幾乎與地球繞黃道運行的平面相同。 | 黃道平面的俯視圖和側視圖，顯示了行星水星、金星、地球和火星。大多數行星繞太陽運行的軌道幾乎與地球繞黃道運行的平面相同。 | 2010年7月，五顆行星（包括地球）沿著黃道排列，說明了這些行星如何在幾乎相同的平面上繞太陽運行。照片拍攝於日落時分，向西俯瞰印尼爪哇島的蘇拉卡爾塔。 |

太陽系的大多數主要天體幾乎在同一平面上繞太陽運行。這可能是由於太陽系是由原行星盤形成的。可能現時最接近的圓盤表示被稱為太陽系的「不變平面」。地球的軌道，也就是黃道，與不變平面的傾斜略大於1°，木星的軌道在略大於0.5°的範圍內，其他主要行星都在6°左右。因此，大多數太陽系天體在天空中看起來都非常接近黃道。
不變平面由整個太陽系的角動量定義，本質上是系統所有天體的軌道和旋轉角動量的向量和；其中60%以上來自木星軌道。這個總和需要對系統中的每個對象都有精確的瞭解，這使得它有點不確定。由於不變平面的確切位置存在不確定性，而且黃道由太陽的視運動很好地定義，因此為了精確和方便起見，黃道被用作太陽系的參考平面。使用黃道而不是不變平面的唯一缺點是，在地質時間尺度上，它將在天空遙遠背景中的固定參考點上移動。

## 天體參考平面

從天球內部看到的太陽沿黃道（紅色）的視運動。黃道座標以紅色顯示。天球赤道（藍色）和赤道座標（綠色）傾向於黃道，隨著太陽的前進，它們似乎會擺動。

用作天球上位置的參考，黃道形成兩個基本平面之一，另一個是天球赤道。垂直於黃道的是黃道極點，北黃道極點是赤道以北的極點。在兩個基本平面中，黃道在背景恆星上更接近靜止，它由於行星進動而產生的運動大約是天球赤道的1/100。
球座標，也稱為黃道經緯度或天體經緯度，用於指定天體在天球上相對於黃道的位置。經度向東量測為正值從三月的春分點開始，沿黃道方向0°至360°，與太陽似乎移動的方向相同。緯度是垂直於黃道測量的，向北 +90° 或向南 -90° 到黃道兩極，黃道本身的緯度是0°。對於完整的球形位置，還需要距離參數。不同的對象使用不同的距離單位。在太陽系內，使用天文單位，對於地球附近的物體，使用地球半徑或公里。偶爾也會使用相應的右手直角坐標系；「x軸」指向三月的春分點，「y軸」指向東方（90°）「z軸」指向北黃極；天文單位是度量單位。 黃道座標的符號在某種程度上是標準化的；請參閱表格。
|      | 球坐標 | 球坐標 | 球坐標 | 直角坐標 |
| 經度 | 緯度   | 距離   |        | 直角坐標 |
| 地心 | λ      | β      | Δ      |          |
| 日心 | l      | b      | r      | x, y, z  |
| 1.   |        |        |        |          |

黃道座標便於指定太陽系天體的位置，因為大多數行星的軌道與黃道的傾角很小，因此在天空中總是看起來相對接近黃道。因為地球的軌道，也就是黃道，移動得非常小，所以相對於恆星來說是一個相對固定的參考面。

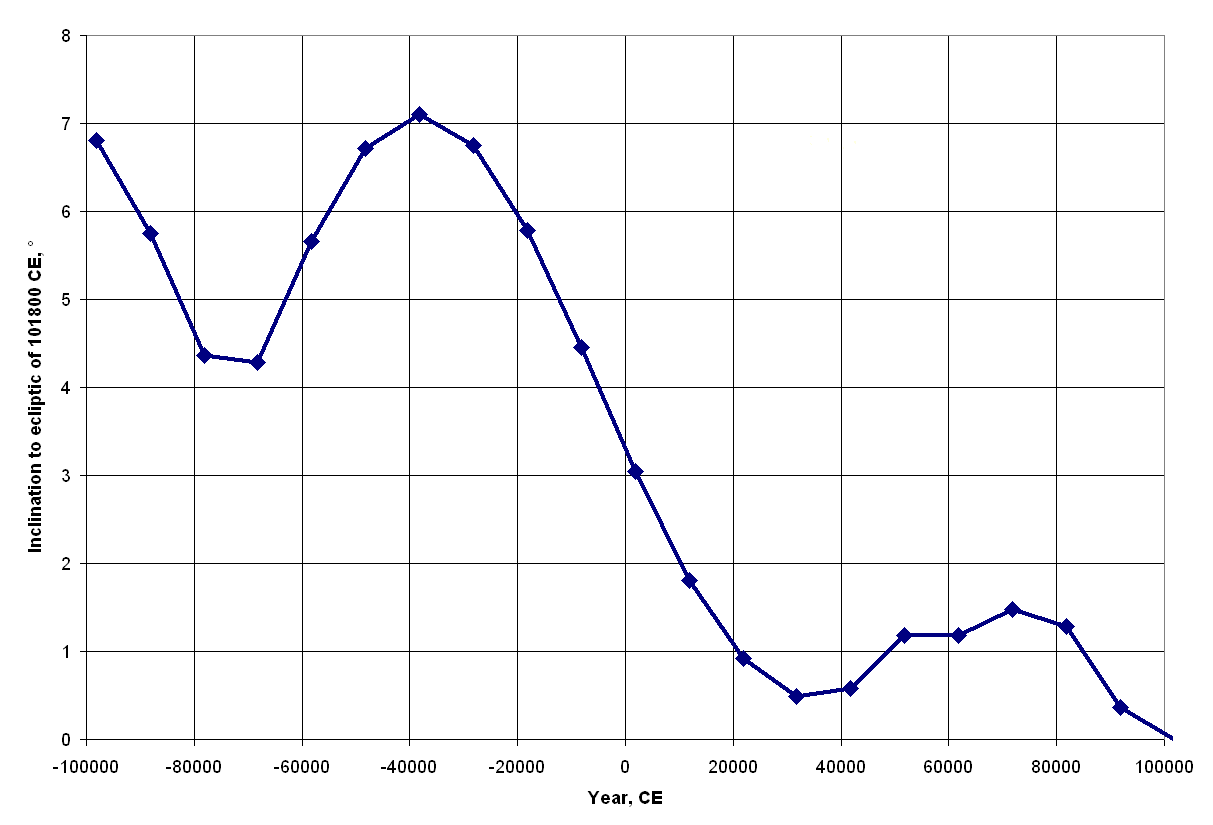
20萬年來黃道的傾角，來自Dziobek（1892）。這是西元101,800年的黃道傾角。請注意，在此期間，黃道僅旋轉約7°，而天球赤道圍繞黃道進行了幾個完整的週期。與天球赤道相比，黃道是一個相對穩定的參考。

 由於春分點的進動運動，天體上物體的黃道座標在不斷變化。在黃道坐標系中指定位置需要指定特定的春分點，即特定日期的春分，稱為曆元；座標是指該日期的春分點方向。例如，《天文年鑒》列出了2010年1月4日0hTT時火星的日心位置如下：經度118°09'15.8"，緯度 +1°43'16.7"，真日心距離1.6302454 AU， 日期的平均春分和黃道。這指定了2020年1月4日0時TT的平均春分 2010 0h TT 如上所述，沒有添加章動。

## 食

當地球圍繞太陽旋轉時，月球軌道平面的近似軸向平行度（與黃道成五度傾斜）導致月球交點相對於地球旋轉。這導致大約每六個月發生食季，其中日食可能發生在朔，月食可能發生在望。

因為月球軌道與黃道僅傾斜約5.145°，而太陽總是非常靠近黃道，食總是發生在黃道上或附近。由於月球軌道的傾斜，日食不會發生在太陽和月球的每一次合和衝，而是只有當月球在合（朔）或衝（望的同時，靠近軌道的升交點或降交點時才會發生。食之所以這樣命名，是因為古人注意到食只發生在月球穿過黃道的時候。

## 分點和至點
|            | 黃道的 | 赤道的 |
| longitude  | 赤經   |        |
| 三月分點   | 0°     | 0h     |
| 六月至點   | 90°    | 6h     |
| 九月分點   | 180°   | 12h    |
| 十二月至點 | 270°   | 18h    |

分點和至點的確切時刻是太陽的視黃道經度（包括像差和章動的影響）為0°、90°、180°和270°的時間。由於地球軌道的攝動和格里曆的異常，這些日期不是固定的。

## 在星座中
黃道現時穿過下列星座：
- 雙魚座
- 白羊座
- 金牛座
- 雙子座
- 巨蟹座
- 獅子座
- 室女座
- 天秤座
- 天蠍座
- 蛇夫座[30]。
- 人馬座
- 摩羯座
- 寶瓶座

現代星座的赤緯與赤經的等距柱狀圖，虛線表示黃道。星座按家族和成立年份進行顏色編碼。

星座鯨魚座和獵戶座不在黃道上，但足够近，以至於月球和行星偶爾會出現在其中。

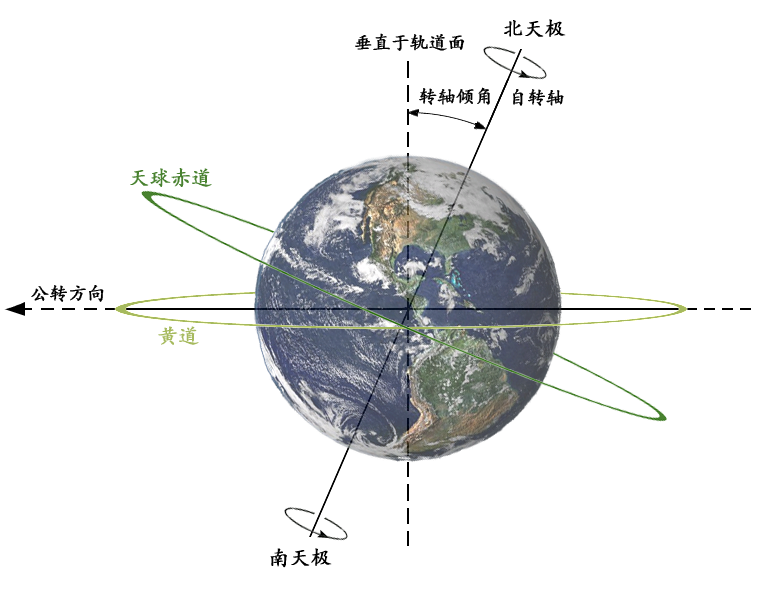
黃道和赤道的關係：赤道是垂直地球自轉軸的平面，與軌道平面（黃道）的夾角是軌道傾角，也就是黃赤交角。

太阳的视运动轨迹并不能经常被观测到，地球自转产生了日出与日落的变化。      

## 外部連結
- The Ecliptic: the Sun's Annual Path on the Celestial Sphere （页面存档备份，存于） Durham University Department of Physics
- Seasons and Ecliptic Simulator （页面存档备份，存于） University of Nebraska-Lincoln
- MEASURING THE SKY A Quick Guide to the Celestial Sphere （页面存档备份，存于） James B. Kaler, University of Illinois
- Earth's Seasons 的存檔，存档日期13 October 2007. U.S. Naval Observatory
- The Basics - the Ecliptic, the Equator, and Coordinate Systems （页面存档备份，存于） AstrologyClub.Org
- Kinoshita, H.; Aoki, S. . Celestial Mechanics. 1983, 31 (4): 329–338. Bibcode:1983CeMec..31..329K. S2CID 122913096. doi:10.1007/BF01230290.; comparison of the definitions of LeVerrier, Newcomb, and Standish.